# Umaro Sissoco Embaló

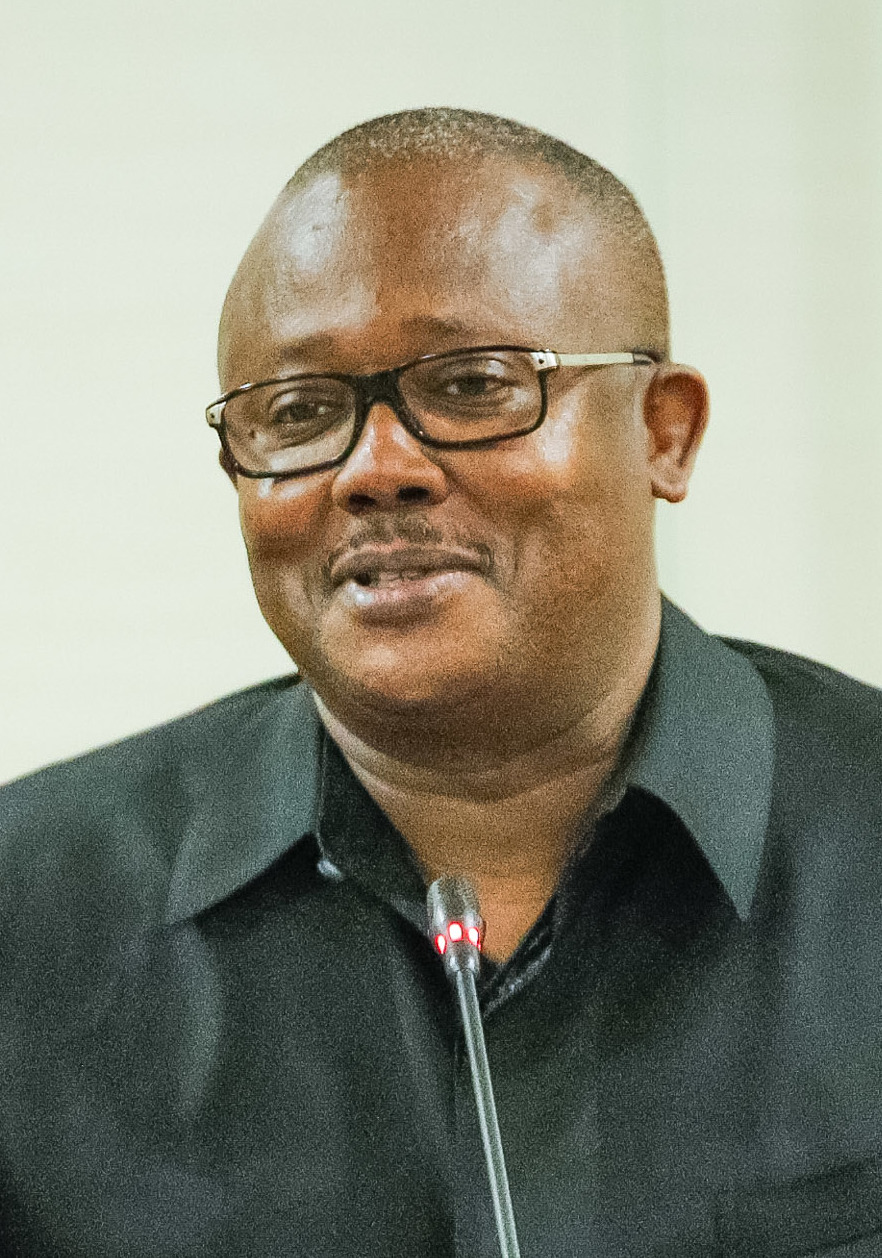
Umaro Sissoco Embaló (2021)

Umaro Mokhtar Sissoco Embaló (* 23. September 1972) ist ein guinea-bissauischer Militär und Politiker und seit der Präsidentschaftswahl 2019  Staatspräsident seines Heimatlandes. Vom 18. November 2016 bis 31. Januar 2018 war er Premierminister von Guinea-Bissau. Embaló ist  Mitglied der PAIGC-Abspaltung Madem G15, nachdem er aus der PAIGC ausgetreten war.

## Laufbahn
Der Berufsoffizier Embaló wurde 2012 zum Brigadegeneral und Minister ernannt.
Nach Studien in Lissabon und Madrid erlangte er in letztgenannter Stadt seinen Doktorgrad in internationalen Beziehungen. Embaló beherrscht fließend Portugiesisch, Spanisch, Französisch, Arabisch und Swahili.
Die Präsidentschaftswahl in Guinea-Bissau am 24. November/29. Dezember 2019 gewann Embaló in der Stichwahl mit 54 % gegen Domingos Simões Pereira, nachdem er im ersten Wahlgang noch hinten gelegen hatte.
Embaló vereidigte sich selbst am 27. Februar 2020, nachdem eine politische und gerichtliche Auseinandersetzung rund um die Wahlen vom 29. Dezember 2019 weiterhin nicht geklärt war. Er wurde bei seinem Amtsantritt vom ehemaligen Präsidenten José Mário Vaz unterstützt. Nach seiner Vereidigung rief die Nationalversammlung Cipriano Cassamá (PAIGC) als Gegenpräsidenten aus, der jedoch zwei Tage später sein Amt niederlegte. Auch der von Embaló ernannte Premierminister Nuno Gomes Nabiam fand nicht die Zustimmung des Parlaments.
Am 1. Februar 2022 überlebte Embaló einen gescheiterten gewaltsamen Putsch. Der Präsident reagiert darauf mit einer Verhaftungswelle von Oppositionspolitikern. Bei der Parlamentswahl vom 4. Juni 2023 gewann Embalós Partei Madem-G15 nur 29 der 102 Parlamentssitze. Die Regierung wurde anschließend von der Oppositionspartei PAIGC gestellt. Nach dreitägigen gewalttätigen Unruhen, die der Präsident als „versuchten Staatsstreich“ beschrieb, löste Embaló das Parlament am 4. Dezember 2023  auf, entließ die Regierung und setzte am 21. Dezember 2023 eine neue Regierung ein.
Am 8. Juli 2024 kündigte Embaló Parlamentswahlen für den 24. November 2024 an. Diese wurden mittlerweile auf den 23. November 2025 verschoben und sollen gleichzeitig mit der Präsidentenwahl stattfinden.

## Ehrungen
2023 erhielt Embaló den Grand Collar des Ordem de Timor-Leste.